# RNF220
RNF220‏ (Ring finger protein 220) هوَ بروتين يُشَفر بواسطة جين RNF220 في الإنسان.